# Todd Matshikiza
Todd Tozama Matshikiza (* 7. März 1921 in Queenstown, Südafrika; † 4. März 1968 in Lusaka, Sambia) war ein südafrikanischer Journalist, Komponist und Jazzpianist.

## Leben und Wirken
Matshikiza stammt aus einer musikalischen Familie; sein Vater war Organist, die Mutter Sängerin. Er absolvierte das St Peter’s College in Rosettenville (Johannesburg), um dann Musik zu studieren und an der Universität Fort Hare als Lehrer ausgebildet zu werden. Bis 1947 lehrte er dann Englisch und Mathematik in Alice. Bereits während dieser Zeit komponierte er Lieder und Chorwerke; sein Lied Hamba Kahle wurde in Südafrika zum Standardwerk. Es wurde unter anderem 1946 zur Begrüßung der späteren Queen Elizabeth in Bulawayo aufgeführt.
Matshikiza zog 1947 nach Johannesburg, wo er in seiner Todd Matshikiza School of Music Klavierunterricht erteilte. Sein Hauptinteresse in dieser Zeit bildete die Jazzmusik; um ein regelmäßiges Einkommen zu erzielen, musste er zunächst andere Berufe ergreifen. So arbeitete er auch als Buchhändler und Geschäftsmann. Seinem Neffen Pat Matshikiza erteilte er Klavierunterricht.
Zwischen 1949 und 1954 war er im Syndicate of African Artists tätig, das die Musik in den Townships durch Konzerte von Gastmusikern fördern wollte. Seit 1952 schrieb er als Journalist für das Magazin Drum; er hatte dort unter anderem eine Kolumne, in der er über die Townshipszene des damaligen Jazzmekka Sophiatown berichtete, wo Musiker wie Kippie Moeketsi und Hugh Masekela aktiv waren. Später schrieb er für The Golden City Post.
Daneben verfasste er 1953 ein weiteres Chorstück, Makhaliphile, das er Trevor Huddleston widmete und in dem er europäisch-klassische, südafrikanische und Jazzthemen kombinierte. 1956 komponierte er anlässlich des siebzigsten Gründungstags von Johannesburg das Stück Uxolo, das von einem Massenchor aufgeführt wurde. Als Jazzpianist arbeitete er nun bei bekannten Gruppen wie den Manhattan Brothers und den Harlem Swingsters, mit denen er landesweit und in Mosambik auf Tournee ging.
1958 komponierte er die Musik und einen Teil der Texte für sein  Musical King Kong, das aufgrund seiner starken Rezeption einen Meilenstein in der südafrikanischen Musik darstellt. Im Folgejahr schrieb er mit Mkhumbane ein weiteres, über weite Strecken durch A-cappella-Chöre geprägtes Musical, in dem er die erzwungenen Umzüge aus dem Township Cato Manor bei Durban thematisierte.
Frustriert durch die Apartheidpolitik des südafrikanischen Staates ergriff Matshikiza 1960 die Gelegenheit, zur englischen Aufführung seines Musicals King Kong nach London zu ziehen. Er fand jedoch keine Möglichkeit, sich in der britischen Musikszene zu etablieren, spielte gelegentlich Klavier in der Nachtclub-Szene und auf Konzerten, gab Musikstunden und war journalistisch für britische Blätter tätig; für das Magazin Drum schrieb er die Kolumne Todd in London. Auch gab er 1961 ein Buch mit autobiographischen Geschichten heraus.
1964 fand er eine Beschäftigung bei der Zambian Broadcasting Corporation und kehrte mit seiner Familie als Radiomacher nach Afrika zurück. 1967 wurde er Musikethnologe für den Zambian Information Service.
Ihm zu Ehren hat Google am 25. September 2023 ein Google Doodle gezeigt.

## Bücher
- Chocolates for My Wife. Hodder & Stoughton, 1961; 2. Auflage bei David Philip Publishers, 1982, ISBN 0-908396-83-X.
- With the Lid Off: South African insights from home and abroad 1959–2000. M&G Books, ISBN 0-620-26244-3, gemeinsam mit John Matshikiza.

## Ehrungen
- 1999 (postum): Order for Meritorious Service in Silber[7]
- 2023 wurde er von der Suchmaschine Google mit einem Doodle geehrt.[8]

## Lexigraphische Einträge
- Eintrag zu Todd Matshikiza in der Encyclopedia Britannica